# Sedum chuhsingense
Sedum chuhsingense är en fetbladsväxtart som beskrevs av Kun Tsun Fu. Sedum chuhsingense ingår i Fetknoppssläktet som ingår i familjen fetbladsväxter. Inga underarter finns listade i Catalogue of Life.